# Жорже Сампаю
Жо́ржі Сампа́ю (порт. Jorge Sampaio; 18 вересня 1939 — 10 вересня 2021) — португальський державний і політичний діяч, соціаліст. 18-й Президент Португалії (1996—2006). Народився в Лісабоні, Португалія. Випускник юридичного факультету Лісабонського університету (1961). Учасник Революції гвоздик. Член Соціалістичної партії Португалії (з 1978), її голова (1989—1991). Член Європейської комісії з прав людини (1979—1984). Депутат Парламенту, голова фракції соціалістів (1986—1987). Мер Лісабона (1989—1995).

## Імена
- Жо́ржі Сампа́ю (порт. Jorge Fernando Branco de Sampaio) — коротка форма.
- Жо́ржі Ферна́нду Бра́нку де Сампа́ю (порт. Jorge Fernando Branco de Sampaio) — повне ім'я.

## Біографія
Свою політичну кар'єру розпочав будучи студентом університету. Був причетний до маніфестацій невдоволення диктаторським режимом Салазара, очолюючи студентський асоціативний рух у 1960–1961 роках. Закінчив юридичний факультет Лісабонського університету у 1961 році, після чого відразу розпочав свою професійну адвокатську діяльність, часто виступаючи захисником політичних в'язнів.
Під час революційних подій 25 квітня 1974 року був засновником соціалістичного Руху лівих соціалістів (порт. Movimento de Esquerda Socialista (MES)), хоча згодом залишив цей проект.
З 1978 року — член соціалістичної партії Португалії, де перебуває і дотепер. У 1979–1984 роках — член Європейської комісії з прав людини. З 1986 по 1987 рік очолював фракцію соціалістів у парламенті. Голова партії з 1989 по 1991 рік. У 1989–1995 роках — мер міста Лісабона.
У 1995 році оголосив про виборчу кампанію на посаду президента країни і у 1996 році переміг у першому турі свого основного кандидата Анібала Каваку Сілву. У 2001 році був переобраний на цю посаду. За часів перебування на посаді голови держави приділяв значну увагу соціальним і культурним аспектам.
Після закінчення другого президентського терміну в травні 2006 року Жорже Сампаю був призначений спеціальним представником Генерального секретаря ООН з глобального плану боротьби з туберкульозом.

## Сім'я
- Дружина: Марія Жузе Родрігіш Рітта (Maria José Rodrigues Ritta)
- мав двох дітей.